# S-200导弹

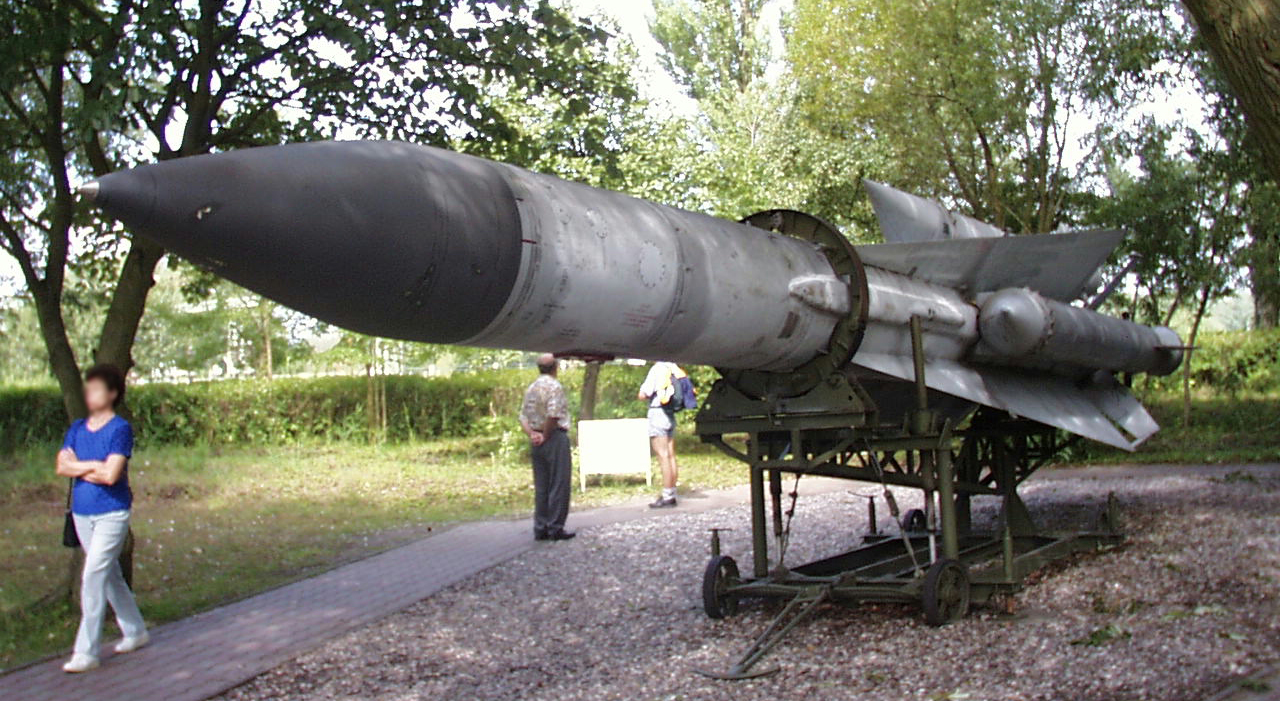
在公園中展示的S-200防空飛彈

S-200（北約代號：SA-5）中高空超远程地对空导弹系统是由苏联第一中央设计局设计，担负国土防空打击敌高空战略轰炸机（如XB-70）与超高空战略侦察机（如SR-71黑鸟）。苏联型号为S-200“安加拉河”。北约命名为“甘蒙”或意译为“腌猪腿”（"Gammon"）。
1967年前西方认为的SA-5系统实际上是指RZ-25/5V11 "Dal"反弹道导弹，北约命名为"Griffon"，西方后来认识到这是苏联故意披露的一种战略欺骗武器，实际上该型号因研制失败已经取消。

## 基本性能
| 美国代号 | SA-5                               |
| 北约命名 | “甘蒙”或意译为“腌猪腿”（"Gammon"） |
| 苏联代号 | S-200                              |
| 服役年代 | 1967年－现在                       |
| 所属军种 | 国土防空军                         |
| 装备数量 | 2,000具发射架                      |
| 引导方式 | 无线电指令与主动雷达自引导         |
| 导弹长度 | 10.6M                              |
| 弹径     | 0.86米                             |
| 翼展     | 2.9米                              |
| 导弹重量 | 2,800kg                            |
| 有效射程 | 17-200/400KM                       |
| 有效射高 | 300-20,000/40,000M                 |
| 飞行速度 | M = 3.5 - 8.0                      |

## 导弹
导弹设计单位是莫斯科“火炬机械设计局”，设计总师为斯维德洛夫。每枚导弹由四枚捆绑式固体助推火箭发射升空，助推火箭脱离后，双冲程固体火箭主发动机点火。不同型号的最大射程在200-400千米，早期型号有效射高为300米-20千米，后期型号最大射高达40千米。弹头为215千克高爆炸药，使用近炸引信或指令引爆；也可使用25千吨当量核弹头指令引爆。导弹发射质量2800千克。最大飞行速度8马赫（2500m/s）。
导弹中程采用无线电指令校正飞行，末段主动雷达寻的，这也是苏联第一次在导弹上采用主动雷达技术，这使得它在远程具有比SA-4更为精确。使用被动雷达寻的打击敌空中预警机的作战模式尚未被证实。打击敌高空轰炸机时单发摧毁概率0.85。

## 雷达
S-200系统使用了下述雷达：
- - P-14/5N84A "Tall King" A波段早期预警雷达（作用距离600千米，扫描频率2-6HZ，最大搜索高度46千米）
  - 5N69"大背Big Back" L波段早期预警雷达（作用距离600千米）
  - Kabina 66/5N87 "Back Net" or "Back Trap" E波段早期预警雷达（低空搜索模式，作用距离370千米，扫描频率3-6HZ）
  - P-35/35M 1RL139 条锁Barlock/Backlock-B" 1000kW E/F波段目标截获与跟踪雷达（包含敌我识别系统，作用距离392千米，扫描频率7HZ）
  - PRV11 "边网Side Net"或"Odd Pair" E波段测高雷达（也用于SA-2, SA-4 与 SA-6，作用距离260千米，扫描频率3-6HZ）
  - P-15M(2) "Squat Eye" 380 kW C波段目标截获雷达（作用距离130千米）
  - 5N62 "双正方形Square Pair" H波段制导雷达（作用距离270千米）

主要使用为5N69早期预警雷达、1RL139目标截获与跟踪雷达、PRV11测高雷达、5N62制导雷达。

## 作战使用
每个发射营编制六具半固定单发导弹发射器5P72V，12部导弹运输车5YU24。

## 型号发展
- - SA-5A/S-200A "安加拉河Angara Russian：Ангара"： 使用V-860（导弹代号）/5V21（工厂代号，下同）或V-860P/5V21A导弹，1963定型，最大射程160千米，最大射高20千米。
  - SA-5B/S-200V "织女星Vega"，使用V-860PV/5V21P导弹，1970定型，最大射程250千米，最大射高29千米。
  - SA-5B/S-200V "织女星Vega Russian：Вега"，使用V-870导弹，最大射程300千米，最大射高40千米。
  - SA-5B/S-200M "织女星M Vega-M"，使用V-880/5V28导弹或V-880N/5V28N（N指核弹头），最大射程300千米，最大射高29千米。
  - SA-5B/S-200VE "织女星E Vega-E"，使用V-880E/5V28E导弹，是出口型号，最大射程250千米，最大射高29千米。
  - SA-5C/S-200D "杜布纳 Dubna Russian：Дубна"，使用5V25V或V-880M/5V28M导弹或V-880MN/5V28MN（N指核弹头）导弹，1976年定型，最大射程400千米，最大射高40千米。这是當時射程射高最大的地对空导弹。

## 部署
- - 苏联／俄罗斯：作为战略防空力量部署，从八十年代开始逐步淘汰，2001年全部退役。
  - 乌克兰：在苏联解体后仍然保留了许多发射阵地。
  - 利比亚：约有六个发射营。
  - 朝鲜：约有4个发射营。
  - 波兰：约有3个发射营。
  - 叙利亚：约有4个发射营，敘利亞復興黨政權滅亡後，全部被以色列國防軍摧毀[2]。
  - 伊朗：拥有数量未知。

其它使用国家包括保加利亚、捷克、印度、哈萨克斯坦、摩尔多瓦、乌兹别克斯坦。

## 重大事故
2001年10月4日，乌克兰一个S-200导弹营在演习中丢失了制定目标，错误地瞄准并击落了一驾由以色列特拉维夫飞往新西伯利亚的图-154俄罗斯民航客机，机上78人全部遇难（参见西伯利亚航空1812号班机空难）。

## 參戰記錄
2008年，喬俄戰爭中，俄羅斯宣稱一架Tu-22M逆火戰略轟炸機，可能遭格鲁吉亞的S-200防空飛彈擊落（俄羅斯稱戰前格鲁吉亞並未裝備此類中高空超長程防空飛彈，懷疑是此防空系統是開戰後喬治亞從烏克蘭方面取得，因此也有俄羅斯軍事專家分析稱，Tu-22M逆火戰略轟炸機是遭SA-11牛虻防空飛彈擊落。）。
2017年，敘利亞內戰中，以色列空軍的F-35閃電II戰鬥機據稱在敘以邊界附近因入侵敘利亞領空被擊傷。
2018年2月10日，敘利亞內戰中，以色列空軍的F-16戰隼戰鬥機為追擊侵入以國領空的伊朗無人機，在追擊過程中，遭敘利亞政府軍發射27枚的防空飛彈圍攻而被擊落，戰鬥機墜毀於以國北部，機上兩名飛行員則幸運跳傘逃生，有未命中的防空飛彈殘骸落入塞普勒斯。

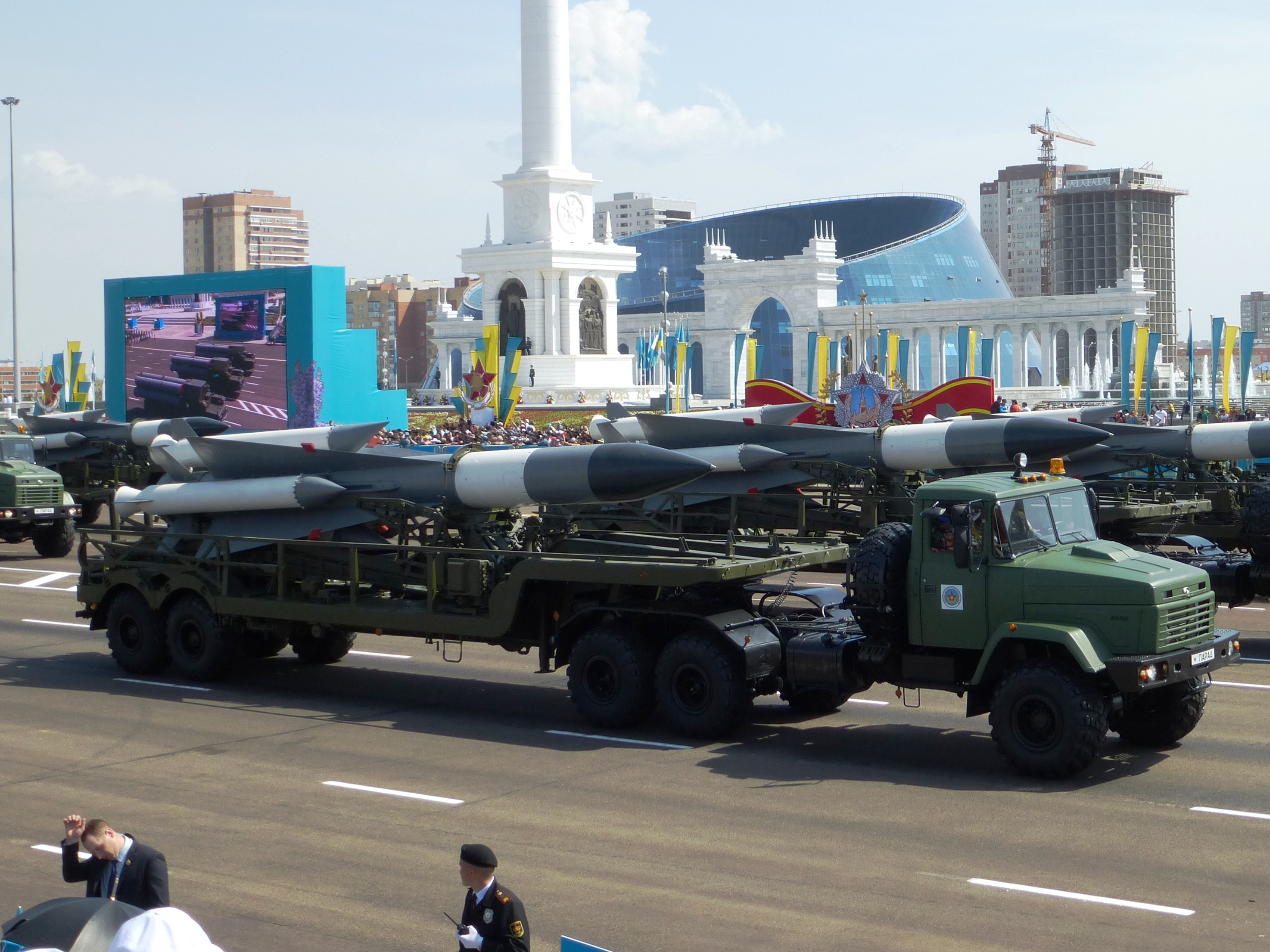
烏克蘭空軍防空部隊所裝備的S-200防空飛彈

2022年2月24日開始，俄烏戰爭中，烏克蘭空軍的防空部隊開始著手改造庫存中已於2013年退役的S-200防空飛彈，讓該飛彈有對地攻擊的能力，妥善率較高的則繼續保持執行防空任務，一架俄羅斯空天軍的Tu-22M逆火戰略轟炸機就在戰爭期間遭該飛彈擊落。